# Adolf Rosenberger

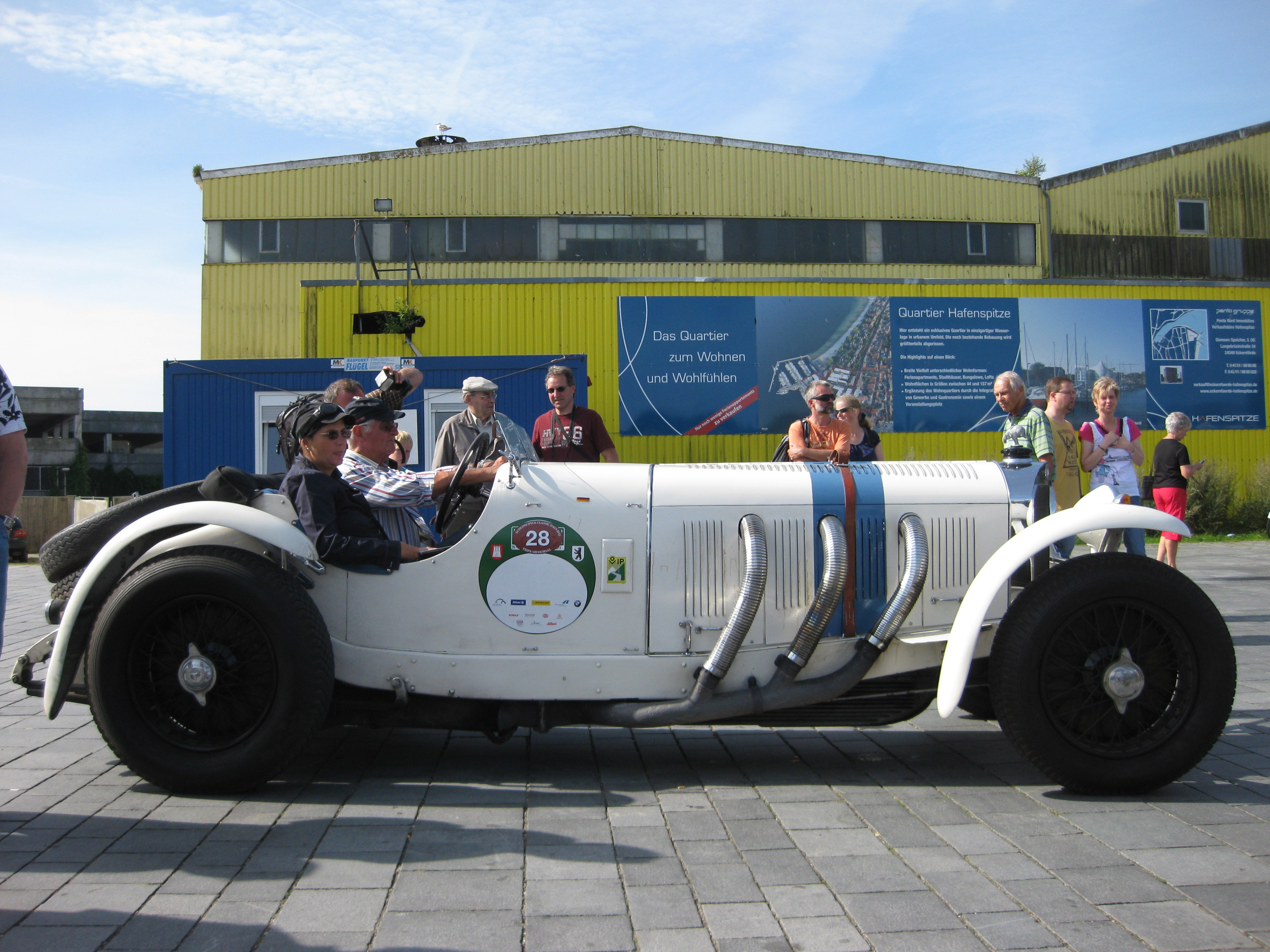
Mercedes-Benz SSK (1929)

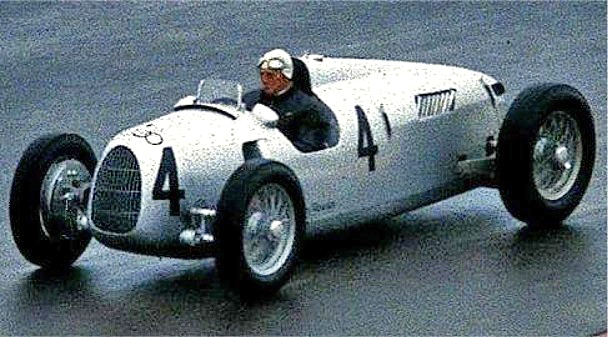
Auto-Union-Rennwagen (Typ C)

Adolf Rosenberger (* 8. April 1900 in Pforzheim; † 6. Dezember 1967 als Alan Arthur Robert in Los Angeles, Kalifornien) war ein deutscher Automobilrennfahrer und Kaufmann.

## Leben
Adolf Rosenberger wurde im Jahr 1900 in Pforzheim geboren. Er war Sohn einer assimilierten jüdischen Familie und Ziehsohn seines Onkels Ludwig Esslinger, des damals reichsten Mannes Pforzheims. Mit 17 Jahren meldete er sich als Freiwilliger für den Kriegsdienst im Ersten Weltkrieg; er wurde Angehöriger der Fliegertruppe. Nach dem Krieg war er Techniker, Geschäftsmann und Werksrennfahrer bei Mercedes-Benz.

### Rennen
In den 1920er Jahren trat er als Privatfahrer mit legendären Autos wie dem Benz-Tropfenwagen, dem Mercedes-Benz SSK sowie dem Mercedes-Kompressor an und zählte mit 23 Jahren zu den erfolgreichsten europäischen Rennfahrern. Rosenberger gewann zum Beispiel das Stuttgarter Solitude-Rennen, den Kasseler Herkules-Bergpreis drei Mal (1925–1927) sowie eines der schwierigsten Bergrennen jener Jahre, das Klausenrennen. Am 11. Juli 1926 kam es beim Großen Preis von Deutschland auf der Berliner AVUS zu einem tragischen Unfall, als Rosenberger bei einem Überholversuch die Kontrolle über sein Fahrzeug verlor und in die Rundenzähltafel und ein Zeitnehmerhäuschen raste. Zwei Studenten im Zeitnehmerhäuschen und der Schildermaler an der Rundentafel starben; Rosenberger und sein Beifahrer überlebten den Unfall verletzt. Rosenberger war in Pforzheim seit 1925 Miteigentümer einer Immobilie mit einem Kinosaal, die an eine Lichtspielgesellschaft verpachtet war.

### Engagement bei Porsche
Als Freund von Ferdinand Porsche wurde Rosenberger im Dezember 1930 als Teilhaber und kaufmännischer Direktor Mitbegründer von dessen neu eröffnetem Konstruktionsbüro, der Dr. Ing. h. c. F. Porsche GmbH. Er hielt 10 Prozent der Gesellschaftsanteile. Es wird vermutet, dass Rosenbergers Erfahrungen mit dem mit Mittelmotor ausgestatteten Benz-Tropfenwagen wesentlichen Einfluss auf die Entwicklung des nach dem gleichen Prinzip konstruierten Auto-Union-Rennwagens hatten. Rosenberger hatte eventuell gehofft, selbst Fahrer der als Porsche-Projekt Nr. 22 gestarteten Konstruktion zu werden, da Wanderer und die neu gegründete Auto Union AG das Projekt erst finanzierten, nachdem die nationalsozialistische Regierung im März 1933 Subventionen für Engagements im Rennsport angekündigt hatte. Rosenberger sorgte dafür, dass trotz anfänglichem Auftragsmangel und Porsches Hang zu teuren Konstruktionen das Büro die Anfangszeit finanziell überstand. Er gab dem Unternehmen ein Gesellschafterdarlehen in Höhe von 80.000 Reichsmark und organisierte weitere Darlehen durch seine Pforzheimer Verwandtschaft. Im Dezember 1932 kündigte Rosenberger an, sich aus der Geschäftsführung zurückzuziehen. Am 30. Januar 1933 schied er als Geschäftsführer wegen einer unzureichenden Ertragslage wieder aus. Als Nachfolger konnte Rosenberger Hans von Veyder-Malberg gewinnen. Rosenberger war in der Folge zuständig für die Verwertung von Porsche-Patenten im Ausland. Am 30. Juli 1935 trat er seine zehnprozentigen Gesellschafteranteile der Porsche GmbH zum Nominalwert an Ferry Porsche ab.
Dokumente aus der Hinterlassenschaft Adolf Rosenbergers belegen allerdings eine andere Sichtweise, die das ARD-Politikmagazin Report Mainz darstellte. So schrieb er in den Jahren nach dem Zweiten Weltkrieg an seine Anwälte wörtlich: „Es wurde mir vorgehalten, dass ein Wimpel … als judenreiner Betrieb nicht gegeben würde, solange ich Gesellschafter bin. (…) Ich unterstelle den Herren Porsche und Piëch zumindest keinen persönlichen Antisemitismus. Wie jedoch bereits geschildert, haben sie sich meiner Mitgliedschaft als Jude bedient, um mich billig los zu werden.“ Die Dokumente werden von der mit Rosenberger befreundeten Familie Esslinger in Los Angeles aufbewahrt. Im Jahr 2022 wurde der Vorwurf schönfärberischer Geschichtsschreibung in der Publikation von Pyta, Havemann und Braun erhoben, deren Forschung seit 2014 von der Porsche AG bezuschusst wird. Grund sind Hinweise auf den Verzicht auf Sichtung verfügbarer Quellen im Hinblick auf das Verhältnis der Familie Porsche zu Adolf Rosenberger.

### Verhaftung und Emigration
Die Machtübernahme des NS-Regimes hatte für Rosenberger noch gravierendere Folgen: Als Jude wurde er am 5. September 1935 wegen angeblicher „Rassenschande“ verhaftet und am 23. September aus dem Pforzheimer Untersuchungsgefängnis an der Rohrstraße direkt ins Konzentrationslager Kislau eingewiesen. Vier Tage später wurde er entlassen – Ferdinand Porsche und sein Sohn Ferry sollten später behaupten, dies sei auf ihre Intervention geschehen. Rosenberger alias Robert selbst widersprach später dieser Behauptung. Nach seiner Entlassung verlegte er im November 1935 seinen Hauptwohnsitz nach Paris. 
Tatsächlich kaufte Hans von Veyder-Malberg Rosenberger frei; er half 1939 auch, dessen Eltern Simon und Emma Rosenberger aus Deutschland ausreisen zu lassen.
Am 11. Januar 1938 emigrierte Rosenberger an Bord des Dampfers Île de France in die USA und baute sich in Kalifornien eine neue Existenz auf. Am 24. Dezember 1943 ließ er seinen Namen in Alan Arthur Robert ändern und 1944 erhielt er die amerikanische Staatsbürgerschaft.
Nach dem Krieg forderte Rosenberger von Porsche eine Abfindung in Höhe von 200.000 Mark für die Wegnahme seiner Anteile zum Nominalwert und das Gesellschafterdarlehen. Man einigte sich auf einen Vergleich von 50.000 Mark plus einem Auto. Rosenberger bzw. Robert starb am 6. Dezember 1967. Seine Urne sowie die seiner Frau wurden auf dem jüdischen Friedhof in New York beigesetzt.

## Dokumentationen
- Der Mann hinter Porsche – Adolf Rosenberger. www.ardmediathek.de (Video, 44 Min.), Film am 24. Juni 2019 in der ARD gesendet